# Pentossido di antimonio
Il pentossido di diantimonio o ossido di antimonio(V), comunemente detto pentossido di antimonio, è l'ossido dell'antimonio pentavalente (Sb +5) avente formula Sb2O5. Si presenta sempre in forma idrata, {\displaystyle {\ce {Sb2O5\cdot nH2O}}}.

## Struttura
Il pentossido di antimonio ha la stessa struttura della forma B del pentossido di niobio e può essere derivata dalla struttura del rutilo, con l'antimonio coordinato da sei atomi di ossigeno in una disposizione ottaedrica distorta. Gli ottaedri SbO6 condividono vertici e spigoli.

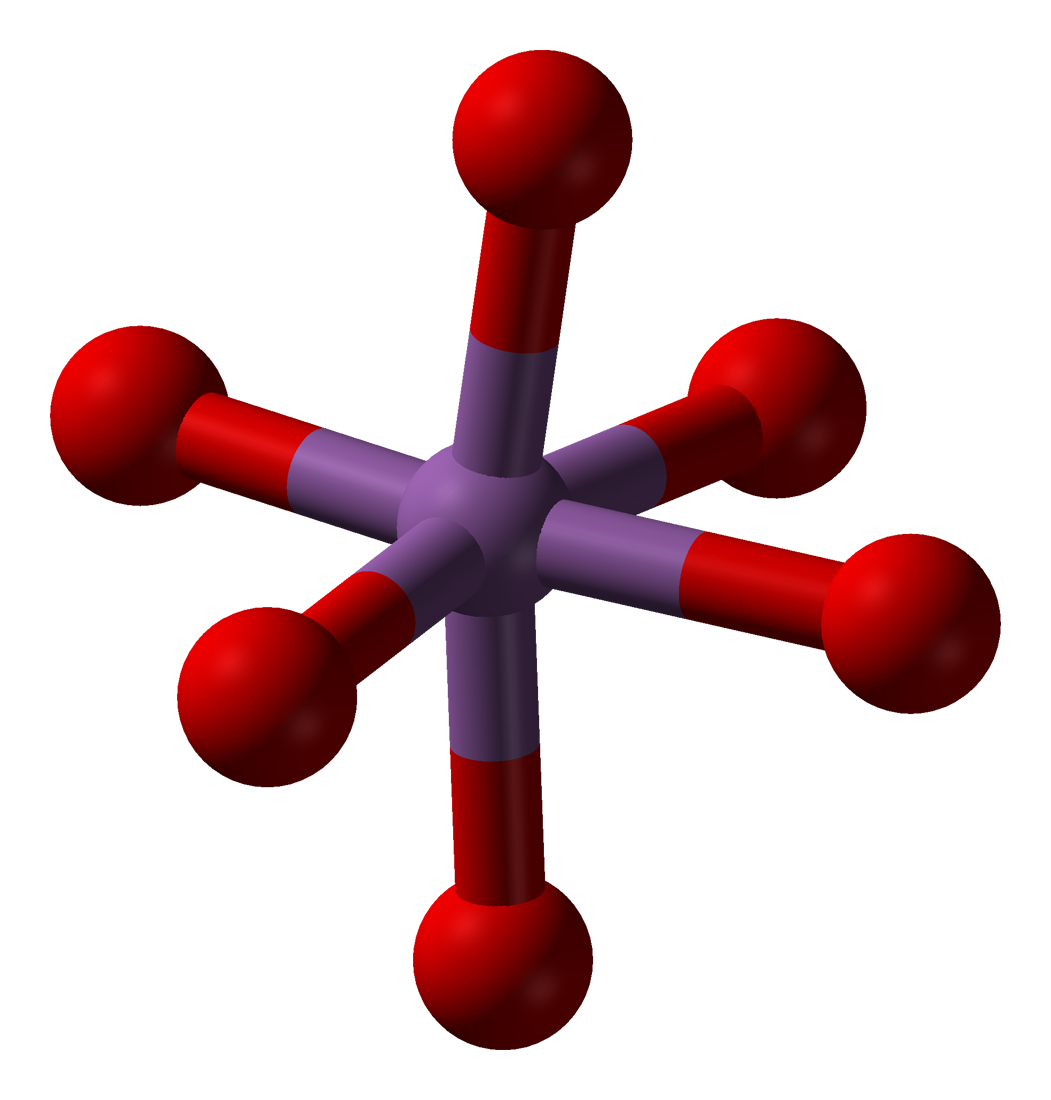
Coordinamento dell'antimonio
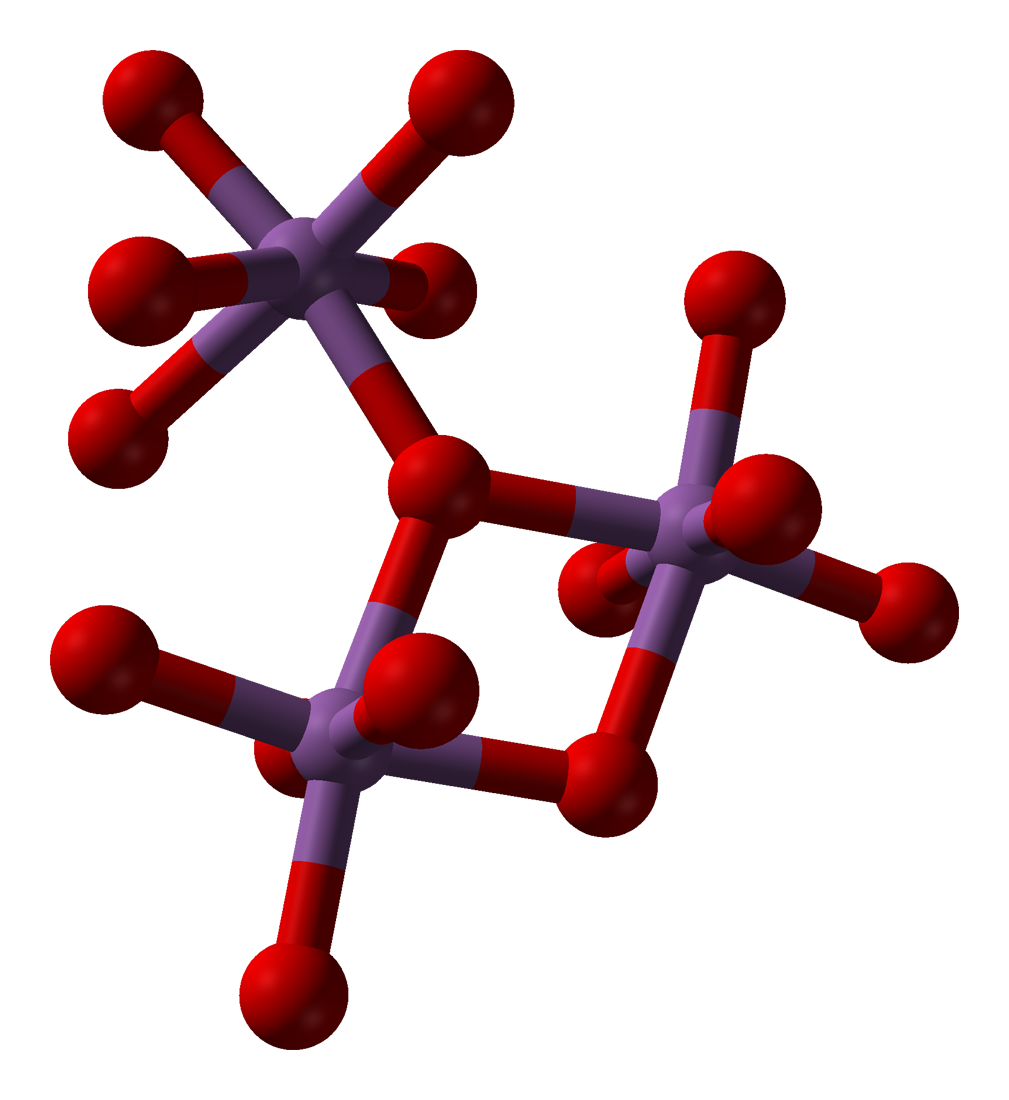
Condivisione dei bordi
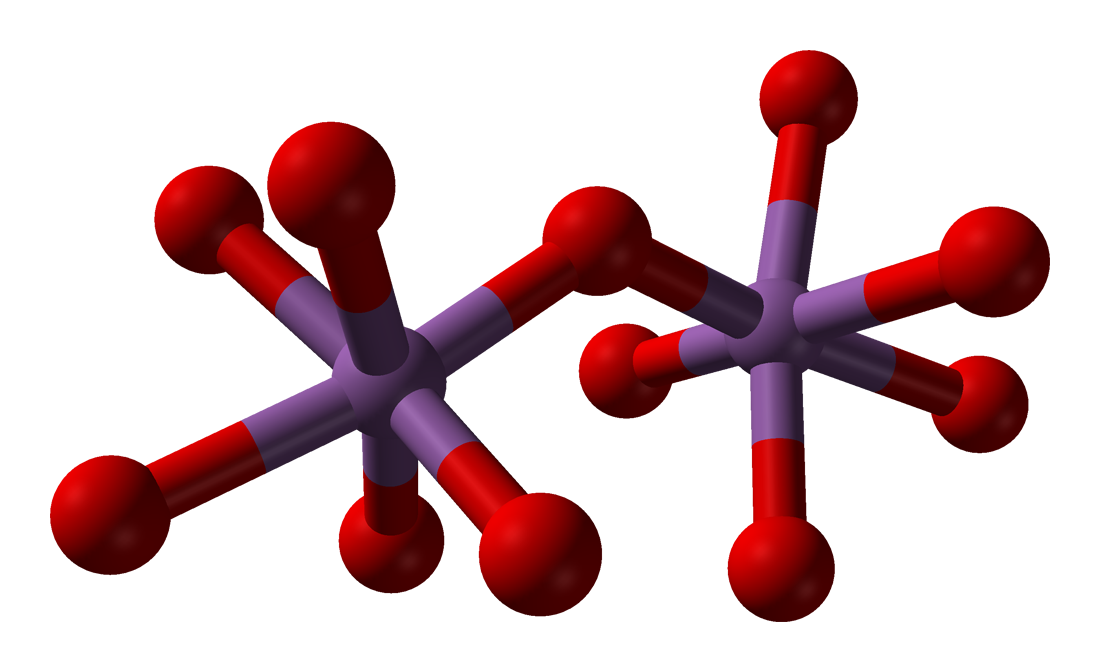
Condivisione degli angoli

## Preparazione
L'ossido idrato viene preparato per idrolisi del pentacloruro di antimonio, o per acidificazione dell'esaidrossoantimoniato (V) di potassio. Può anche essere preparato per ossidazione del triossido di antimonio con acido nitrico.

## Usi
Il pentossido di antimonio trova impiego come ritardante di fiamma in acrilonitrile butadiene stirene (ABS) e altre plastiche e come flocculante nella produzione di biossido di titanio, ed è talvolta utilizzato nella produzione di vetro, vernici e adesivi
Viene anche utilizzata come resina a scambio ionico per numerosi cationi in soluzione acida tra cui Na+ (soprattutto per le loro ritenzioni selettive), e come catalizzatore di polimerizzazione e ossidazione.

## Proprietà e reazioni
L'ossido idrato è insolubile in acido nitrico, ma si dissolve in una soluzione concentrata di idrossido di potassio per dare esaidrossoantimonato (V) di potassio o K[Sb(OH)6].
Quando riscaldato a 700 °C, il pentossido idrato giallo si converte in un solido bianco anidro con la formula Sb6O13, contenente sia antimonio(III) che antimonio(V). Il riscaldamento a 900 °C produce una polvere bianca e insolubile di Sb2O4 in entrambe le forme {\displaystyle \alpha } e {\displaystyle \beta }. La forma {\displaystyle \beta } è costituita da antimonio(V) in interstizi ottaedrici e unità piramidali SbIIIO4. In questi composti, l'atomo di antimonio(V) è coordinato ottaedricamente a sei gruppi ossidrilici.
Il pentossido può essere ridotto ad antimonio metallico mediante riscaldamento con idrogeno o cianuro di potassio.